# 欧州職業訓練開発センター
欧州職業訓練開発センター（おうしゅうしょくぎょうかいはつセンター、英語: European Centre for the Development of Vocational Training、フランス語: Centre Européen pour le Développement de la Formation Professionnelle、略称: Cedefop）は、欧州連合の行政専門機関のひとつ。
1975年に設立され、本部をギリシャ共和国テッサロニキに置いている。略称はフランス語正式名称の頭字語からとっている。欧州職業訓練開発センターの主たる任務は職業教育および職業訓練の実施である。
Cedefopはヨーロッパの協力関係を強化するために欧州委員会、各国政府、雇用主と労働組合代表、職業訓練の専門家や実務家と密接に関与している。これはヨーロッパの職業訓練政策の基礎を形成し、職業訓練の傾向と課題について確認する。政策実施機関と考えを共有しヨーロッパ全体の職業訓練政策を改善するため、最良の方針を策定するため専門家や実務家との討議を実施する。議題で取り扱う問題はガイダンスとカウンセリングに及び、高齢労働者の教育訓練、技術上の需要と供給の予測、教育制度外で行われる学習の検査と評価、そして資格フレームワークの開発がある。

## 歴史
1970年代半ばの社会変化や経済問題を背景に、職業教育訓練政策の改善の必要性について当時の欧州経済共同体 (EEC) 加盟国間はコンセンサスを共有した。職業教育は1980年代初頭以来、その研究分野であったが、既に1960年代後半から1970年代前半にかけて、より集中的かつ体系的な研究の傾向を示していた。西ドイツは1969年に職業訓練研究連邦研究所 (BIBB) を設立した。フランスでは1970年に資格調査研究センター (CEREQ) を設立。1973年にはイタリアが労働者教育訓練開発研究所 (ISFOL) を設立している。
1970年に欧州経済共同体の加盟6カ国は社会経済委員会を設立し教育訓練の実態について調査を開始する。委員会は主に西ドイツの組織を参考に職業訓練の研究と指導を目的とした欧州機関の設立を提案した。
1975年2月10日に欧州職業訓練開発センター (Cedefop) が設立された。当時、東西に分断されていたベルリンの西側は欧州経済共同体の一部であると表明するため本部は西ベルリンに置かれた。1993年10月に閣僚理事会はギリシャへの再配置を決定し、1995年9月1日にテッサロニキの暫定事務所で業務を開始し、そして1999年8月に専用建物に移転する。
設立初期の多くの業務は加盟国間での職業訓練資格の比較調査が大半を占めていた。約200種類の職業に分類され、そして他の職業と資格の同等化が決定される。ローマ条約第128条に基づき、各加盟国の資格とその証明書の共通化による相互承認を目指し職業訓練政策の発展を目指した。
しかし、合意に関して整わず、規制専門職以外には共通職業訓練政策しか相互承認は達しなかった。完全に職業訓練の内容と組織のために加盟国の責任を尊重しつつ、欧州連合1992年条約第129条で加盟国の行動を支援し補完する職業訓練に関する欧州連合政策のひとつに変更された。この任務はリスボン条約第166条に移管され、2008年12月1日に発効した。

## 管理運営
Cedefopの管理運営については各国中央政府、労働組合、雇用者組織および欧州委員会が参加する理事会によって運営されている。通常活動は理事長の責任におかれ、理事長は管理委員会の推薦により欧州委員会が任命する。予算については欧州委員会から支出されている。